# Марек Яновський
Марек Яновський (нім. Marek Janowski; нар. 18 січня 1939, Варшава) — німецький диригент польського походження.

## Біографія та кар'єра

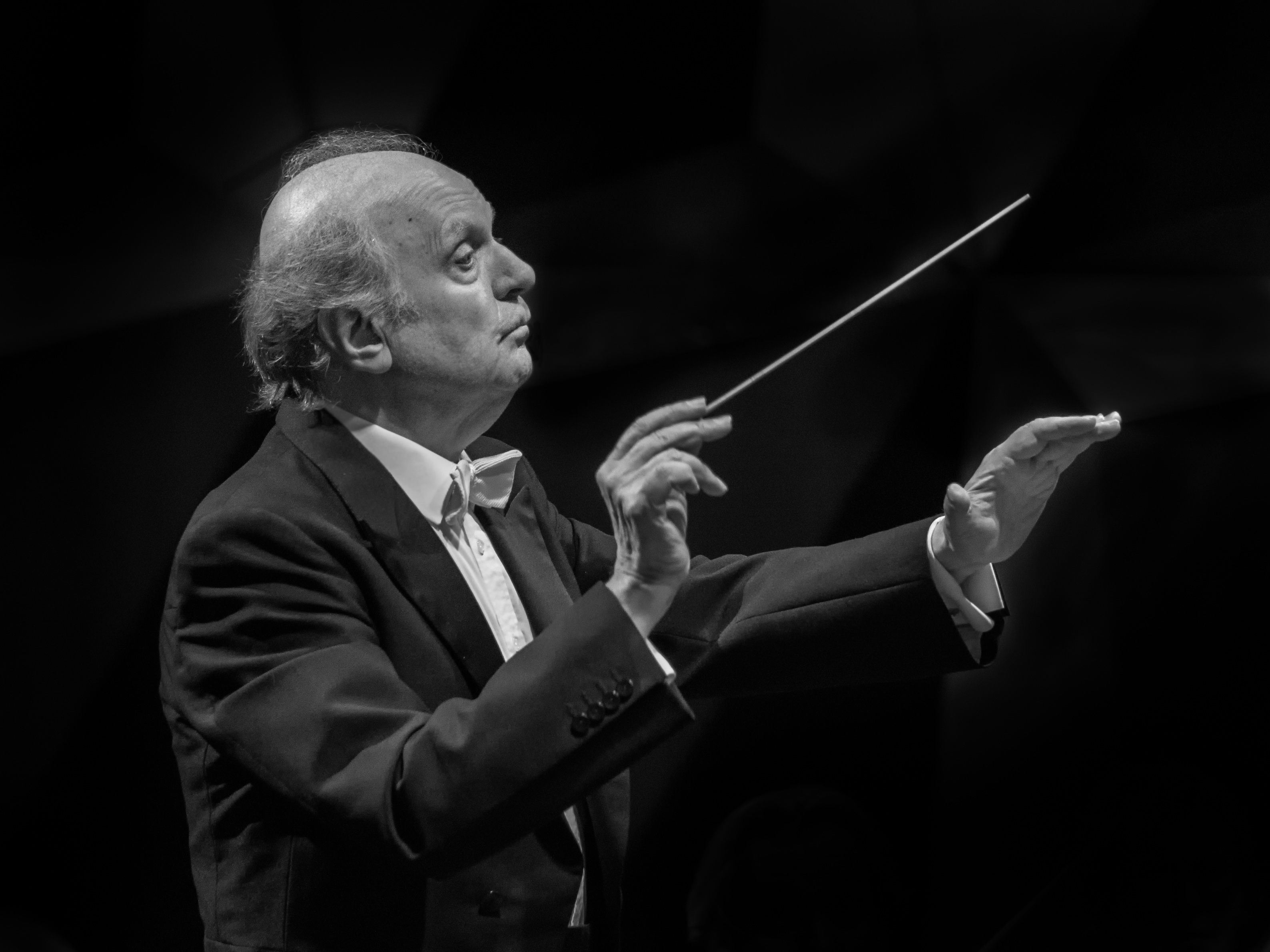
Марек Яновський

Марек Яновський виріс у Вупперталі в Німеччині. Першу значну посаду отримав у 1973 році, обійнявши місце генеральмузикдиректора у Фрайбурзі. Потім у 1975—1979 роках працював на аналогічній посаді в Дортмунді. Надалі працював з колективами:
- 1983—1986 — очолював Ліверпульський симфонічний оркестр.
- 1986—1990 — очолював Гюрценіх-оркестр в Кельні.
- 1984—2000 — музичний керівник Філармонічного оркестру Радіо Франції.
- 2001—2004 — головний диригент Дрезденського філармонічного оркестру.
- 2000—2009 — головний диригент Філармонічного орекестру Монте-Карло[5]
- з 2002 дотепер — головний диригент Симфонічного оркестру Берлінського радіо[6].
- 2005—2008 — в США був одним із трьох диригентів Піттсбурзького симфонічного оркестру, разом із яким записав чотири симфонії Йоганнеса Брамса[7]. Продовжує співпрацю.
- з 2005 — артистичний та музичний директор Оркестру романської Швейцарії (у 2008 році контракт подовжено до 2015 року).

## Репертуар
Яновський вважається спеціалістом з німецької музики XIX ст., від Бетховена до Ріхарда Штрауса, в тому числі — з Йоганнеса Брамса та Ріхарда Вагнера.
Він здійснив багато записів опер. Серед записів, зроблених ним із Саксонською державною капелою:
- перші записи «Мовчазної жінки» Ріхарда Штрауса (1976, для EMI);
- «Евріанти» Вебера (1974, у співпраці, для Philips);
- перший цифровий запис «Кільця Нібелунга» Ріхарда Вагнера (1980—1983, для RCA).

Також із Гамбурзьким державним оркестром здійснив перший запис опери Пендерецького «Дияволи Лондону» (невдовзі після прем'єри у 1969 році).